# Vindinge Å
 Der er for få eller ingen kildehenvisninger i denne artikel, hvilket er et problem. Du kan hjælpe ved at angive troværdige kilder til de påstande, som fremføres i artiklen.

Vindinge Å er et ca. 30 km. langt vandløb beliggende på Østfyn.
Åen har sit udspring sydvest for Årslev, hvorfra den løber i en nordlig bue mod øst til dens udmunding i Holckenhavn Fjord ved Nyborg. Her indgår de nederste kilometer af åen i et større fredet område. Området blev fredet i 1979. 
Vindinge Å har en moderat strøm og er omgivet af sumpet rørskov. Den er kendt for den sjældne fisk pigsmerling.
55°17′50″N 10°44′58″Ø / 55.29709°N 10.74946°Ø
Alle former for sejlads på Vindinge å er forbudt, inklusiv SUP boards. 
Hele den vestlige side af åen fra Vindinge by til udløbet er privatejet, hvorfor ingen former for færdsel langs åen eller fiskeri er tilladt. Både Nyborg-, Ullerslev- og Odense Sportsfiskerforening kan formidle fisketegn til de stykker hvor fiskeri er tilladt.